# Валя-Ракулуй
Валя-Ракулуй (рум. Valea Racului) — село у повіті Ясси в Румунії. Входить до складу комуни Котнарі.
Село розташоване на відстані 330 км на північ від Бухареста, 58 км на північний захід від Ясс.

## Населення
За даними перепису населення 2002 року у селі проживала 371 особа, усі — румуни. Усі жителі села рідною мовою назвали румунську.